# Antirrhineae
Antirrhineae  — триба двудольных растений семейства Подорожниковые (Plantaginaceae).

## Краткое описание
Представители трибы  — травянистые растения, полукустарники и небольшие кустарники. Листья могут быть ланцетной, копьевидной, эллиптической, обратнояйцевидной, продолговатой формы. 
Чашечка с пятью долями. Венчик сростнолепестной, трубчатый, двугубый. Имеют 4 фертильных тычинки и одну стерильную. Пыльники сросшиеся. Плод  — коробочка продолговатой, шаровидной либо яйцевидной формы. 

## Роды
По данным National Center for Biotechnological Information, триба включает в себя следующие названия:
- Acanthorrhinum Rothm.
- Albraunia Speta
- Anarrhinum Desf.
- Antirrhinum L. — Львиный зев typus
- Asarina Mill. — Азарина
- Chaenorhinum (DC.) Rchb.
- Cymbalaria Hill — Цимбалярия
- Galvezia Dombey ex Juss. — Галвезия
- Gambelia Nutt. — Гамбелия
- Holmgrenanthe Elisens
- Holzneria Speta
- Howelliella Rothm.
- Kickxia Dumort. — Киксия
- Linaria Mill. — Льнянка
- Lophospermum D. Don — Лофоспермум
- Mabrya Elisens
- Maurandya Ortega
- Misopates Raf.
- Mohavea A. Gray
- Nanorrhinum Betsche
- Neogaerrhinum Rothm.
- Nuttallanthus D. A. Sutton
- Pseudomisopates Güemes
- Rhodochiton Zucc. ex Otto & A. Dietr. — Родохитон
- Schweinfurthia A. Braun

## Галерея

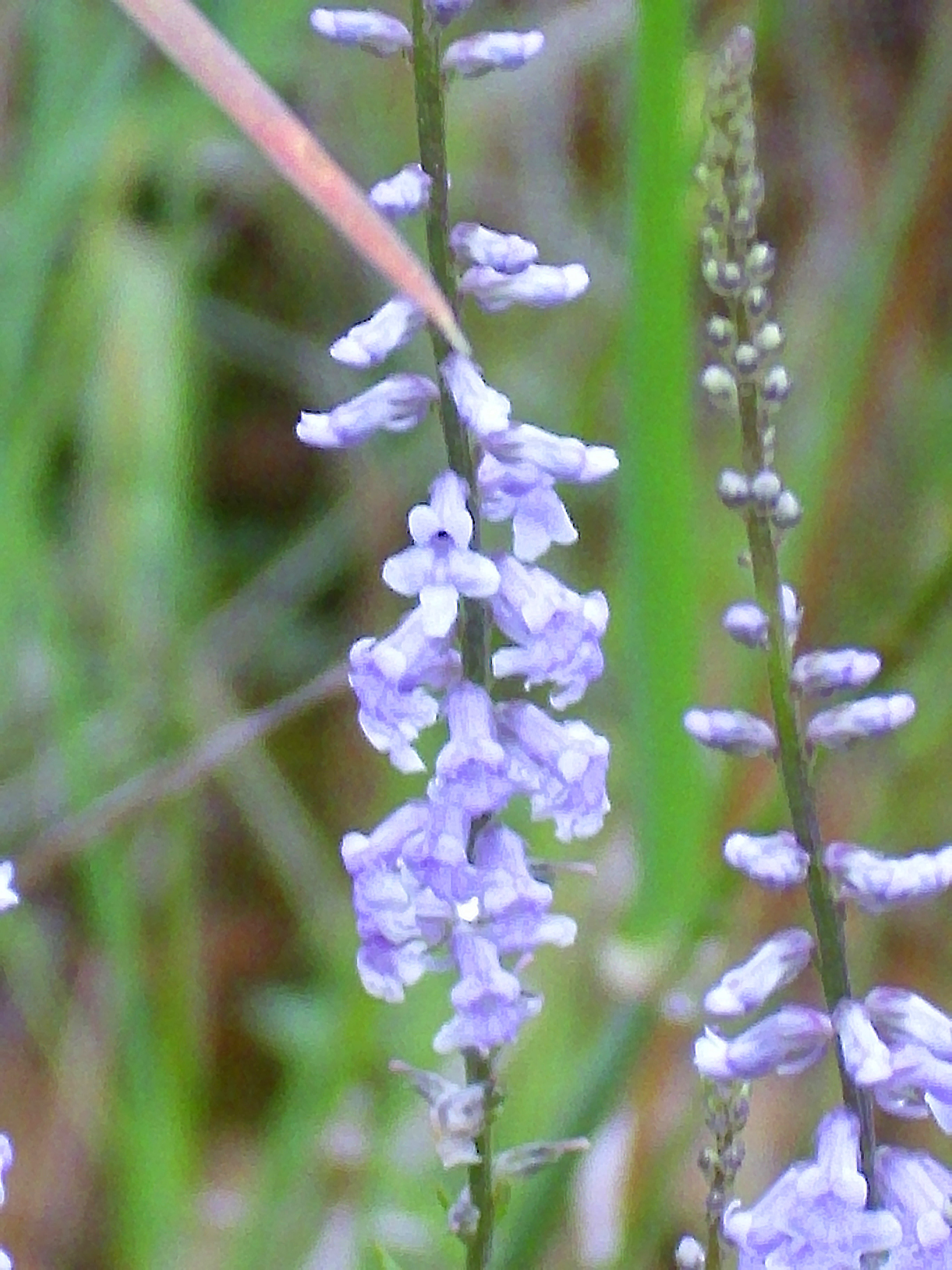
Anarrhinum bellidifolium
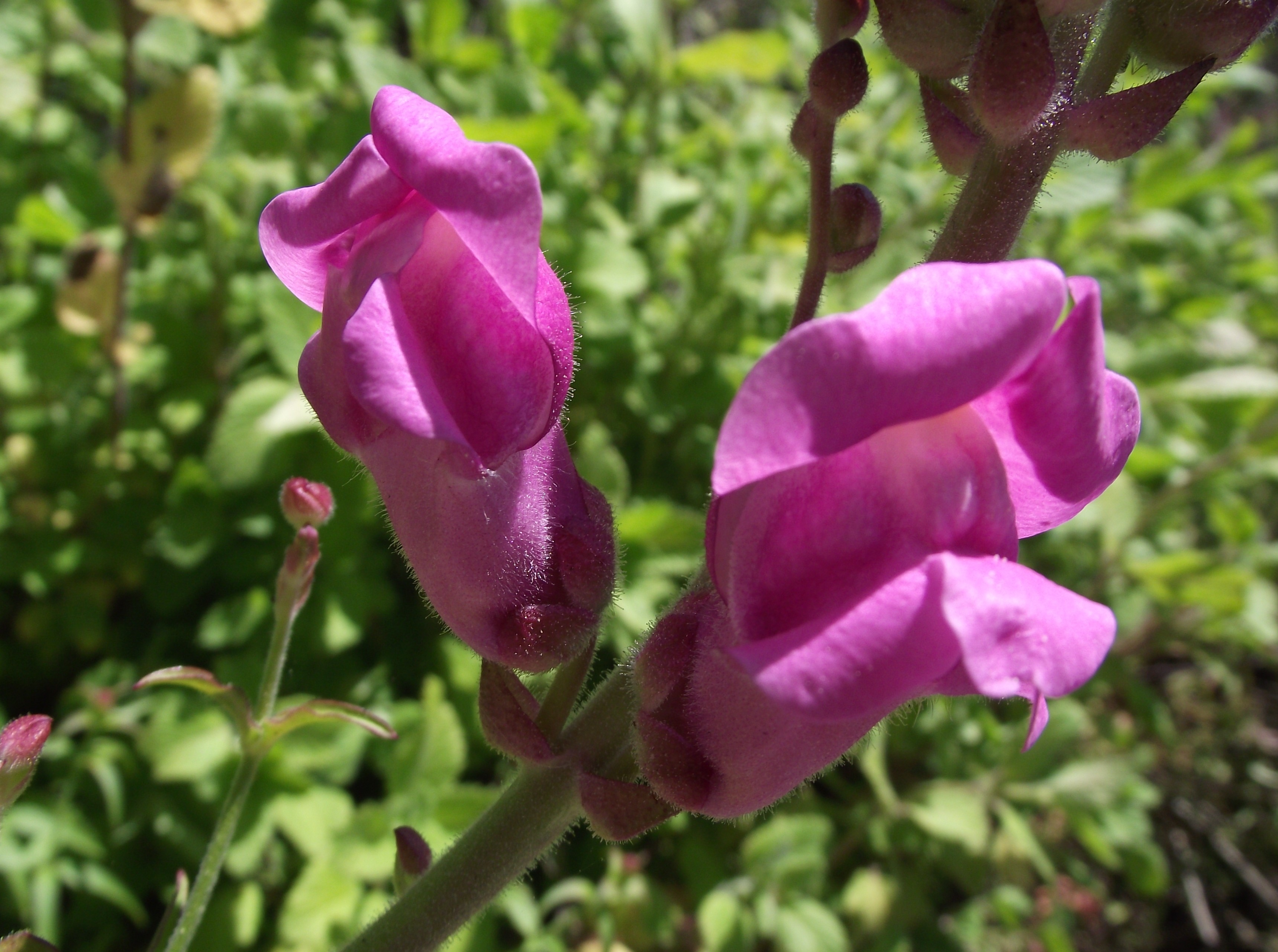
Antirrhinum australe
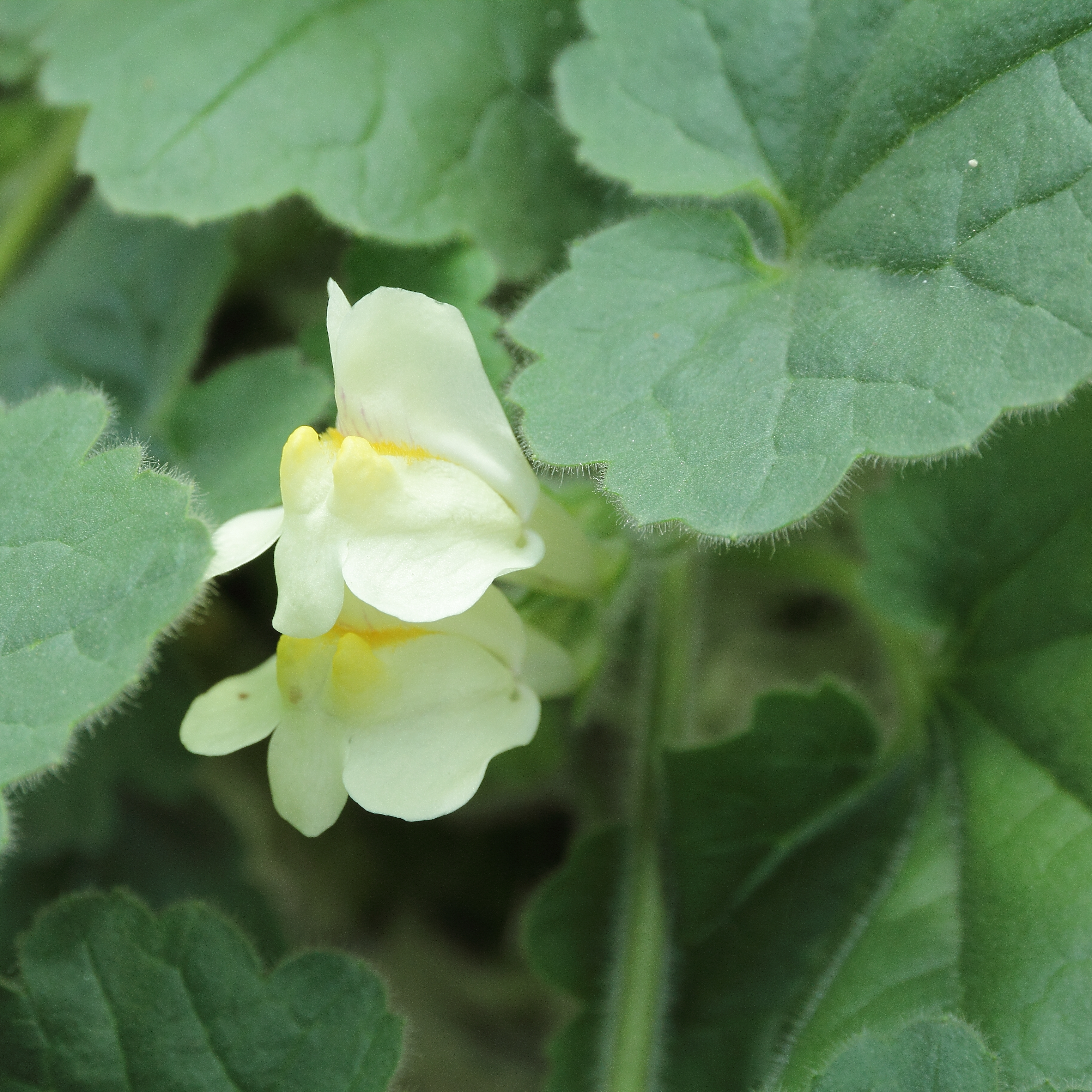
Asarina procumbens
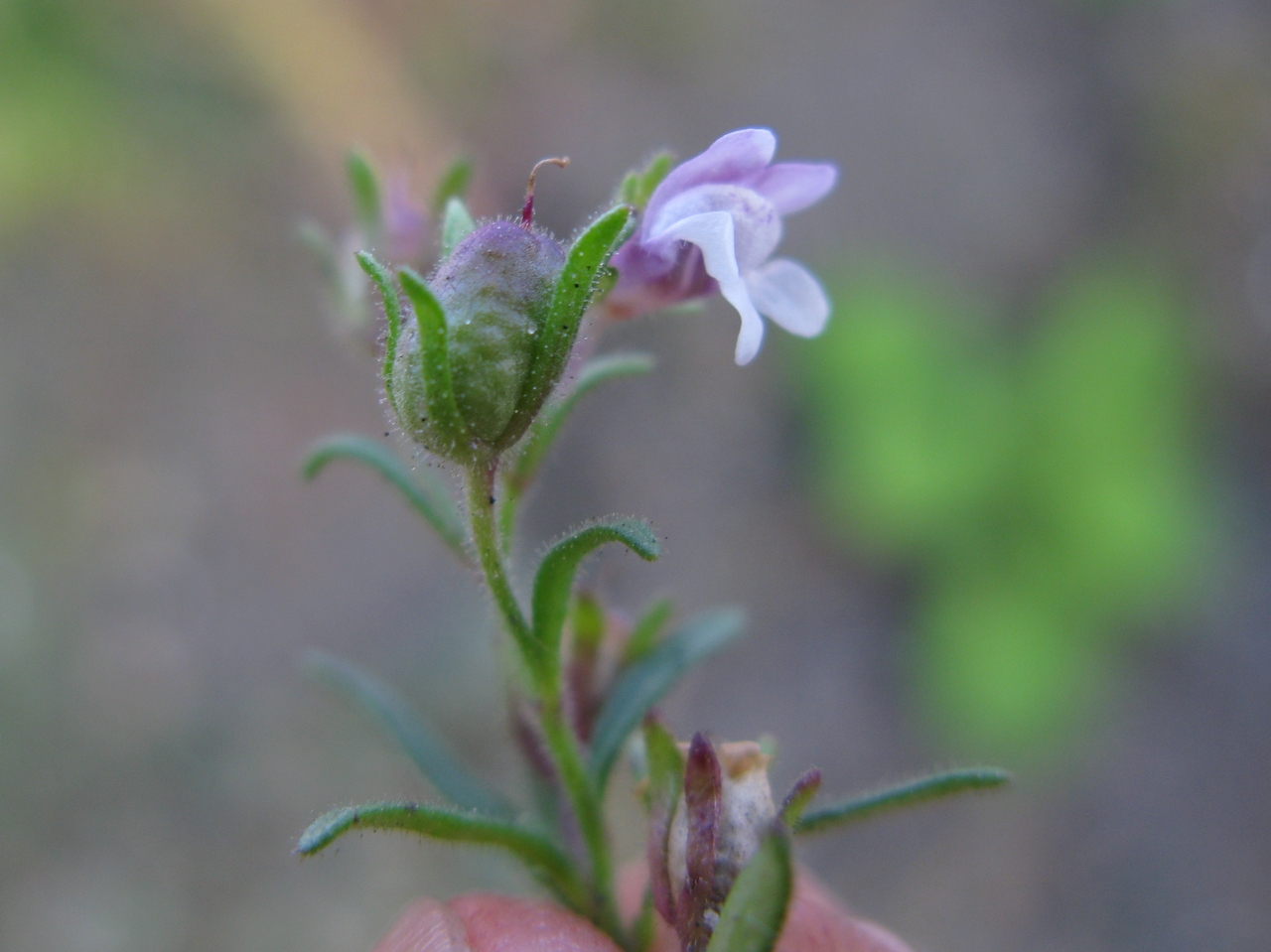
Chaenorhinum minus
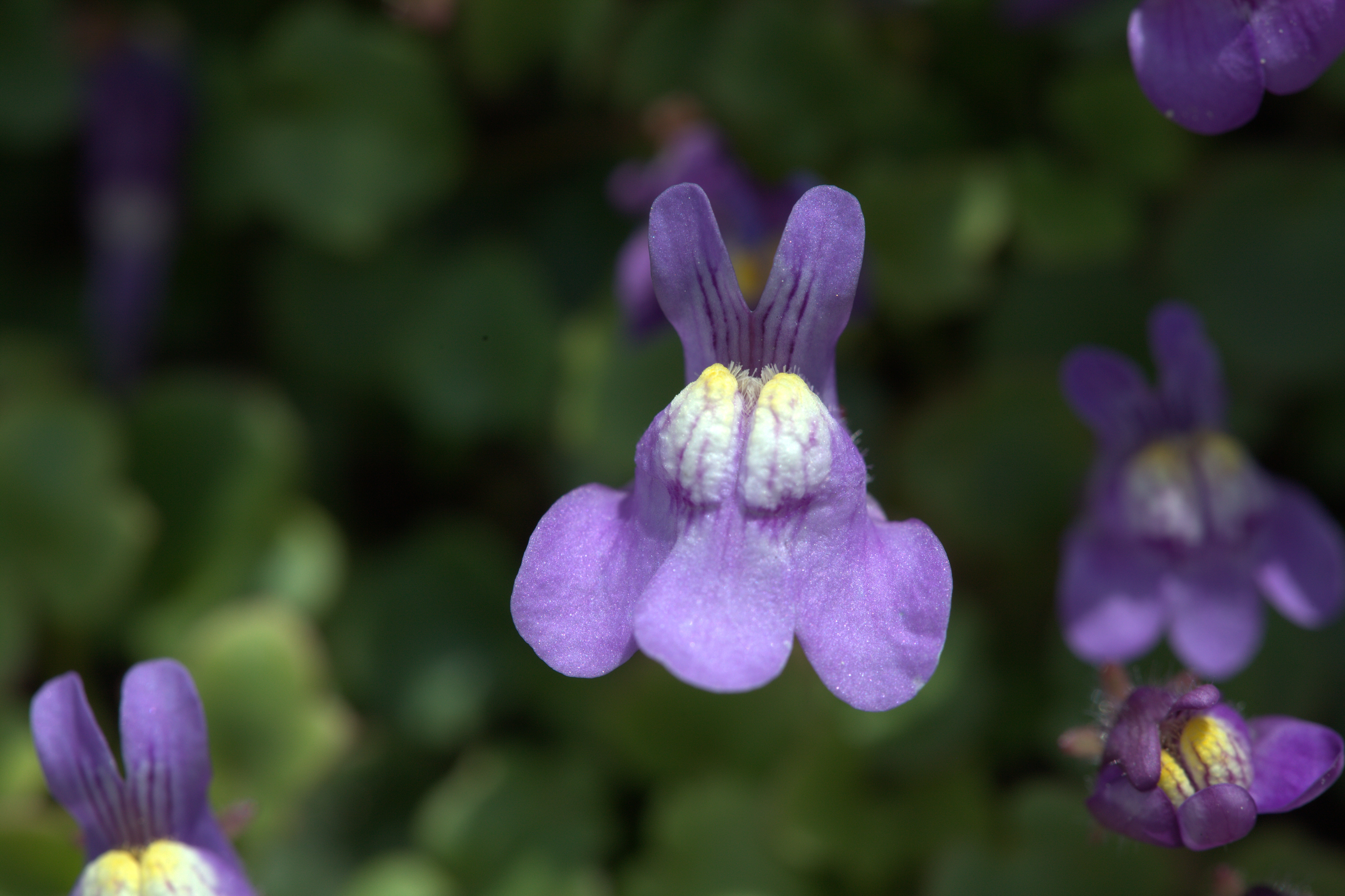
Cymbalaria pallida
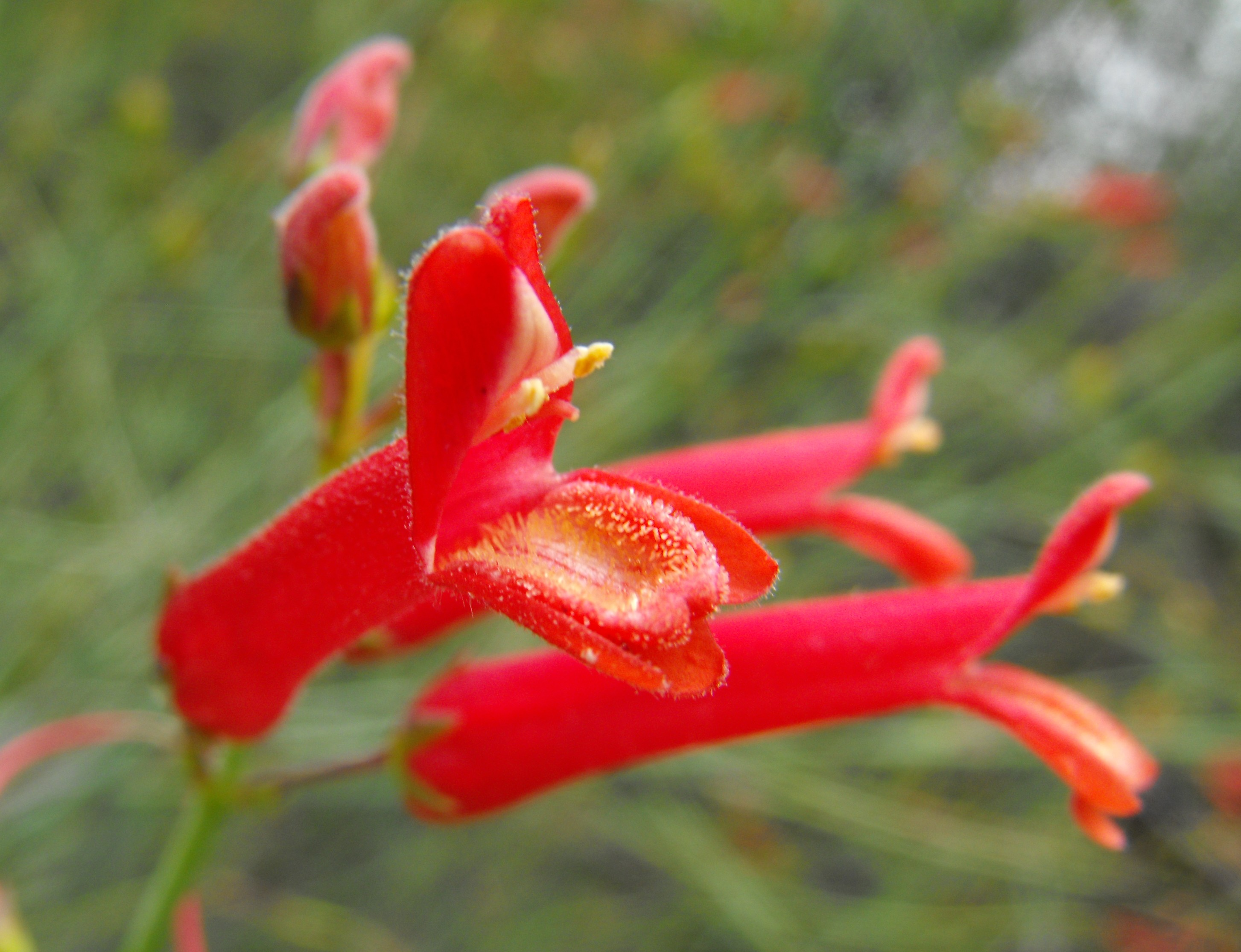
Galvezia juncea
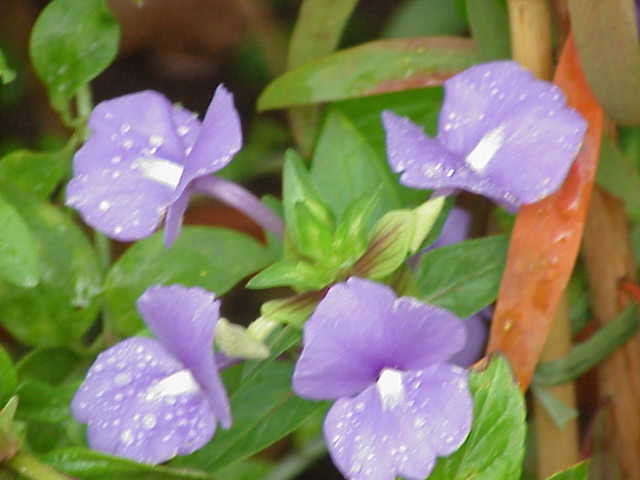
Gambelia speciosa
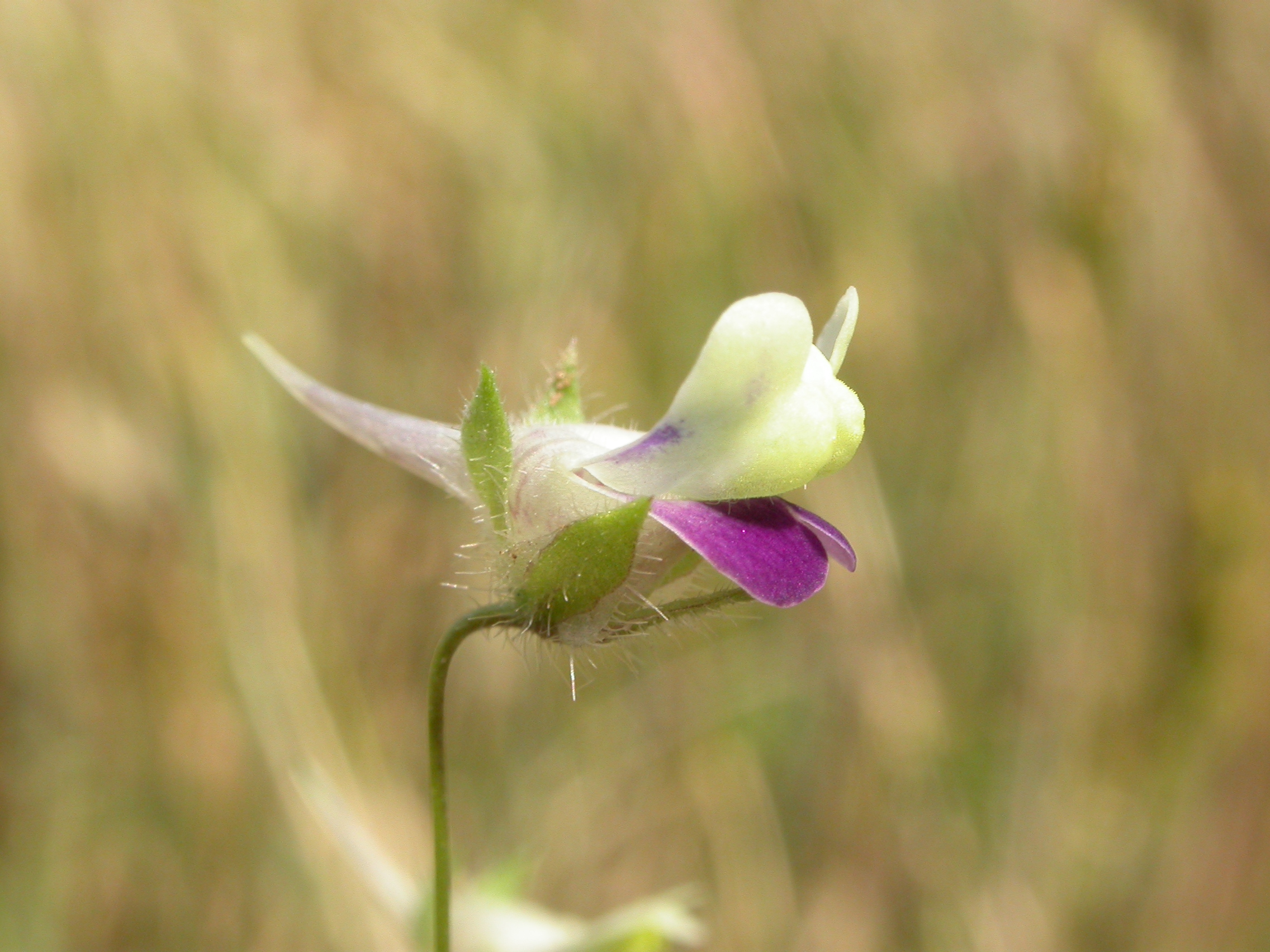
Kickxia elatine
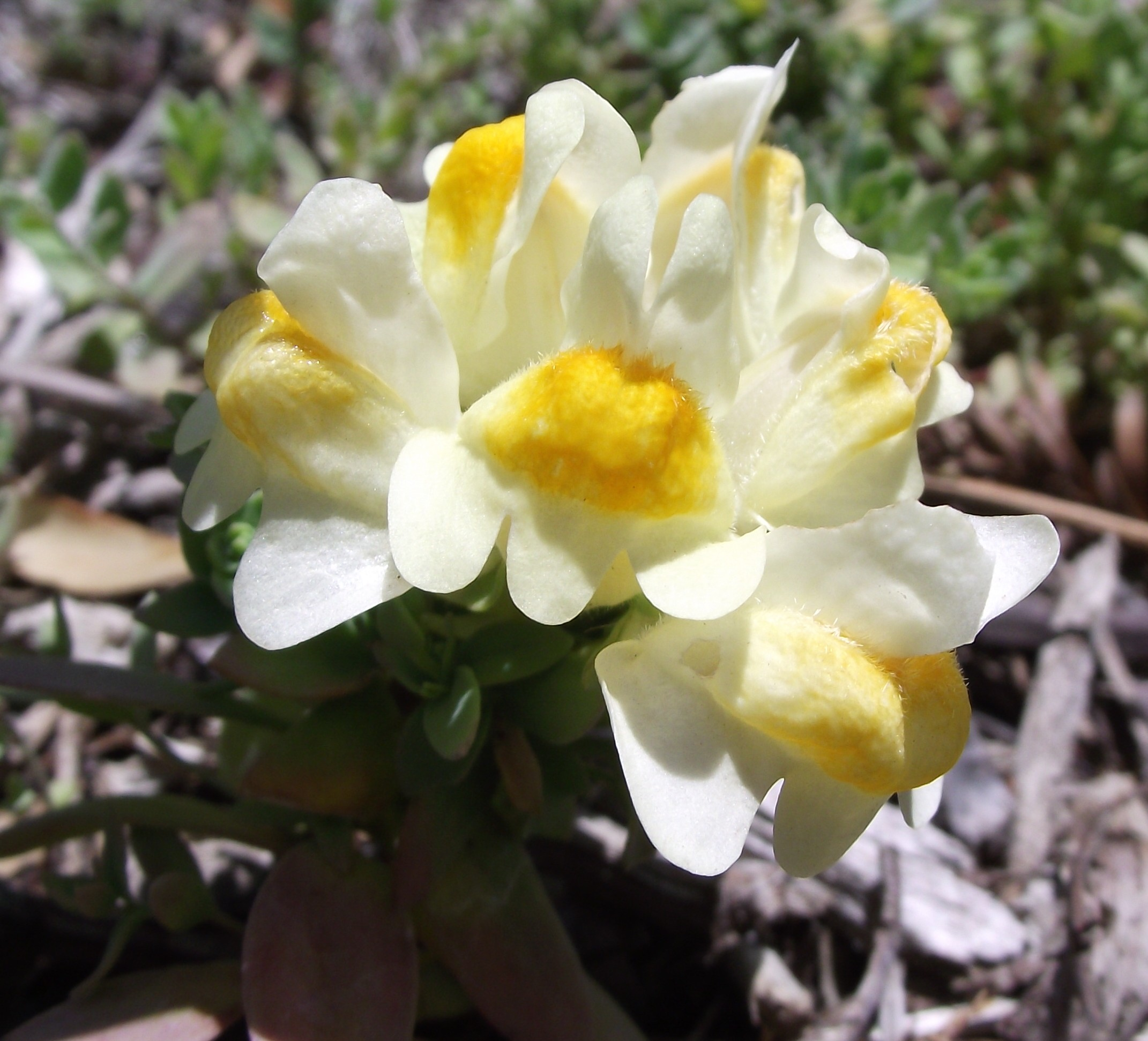
Льнянка японская
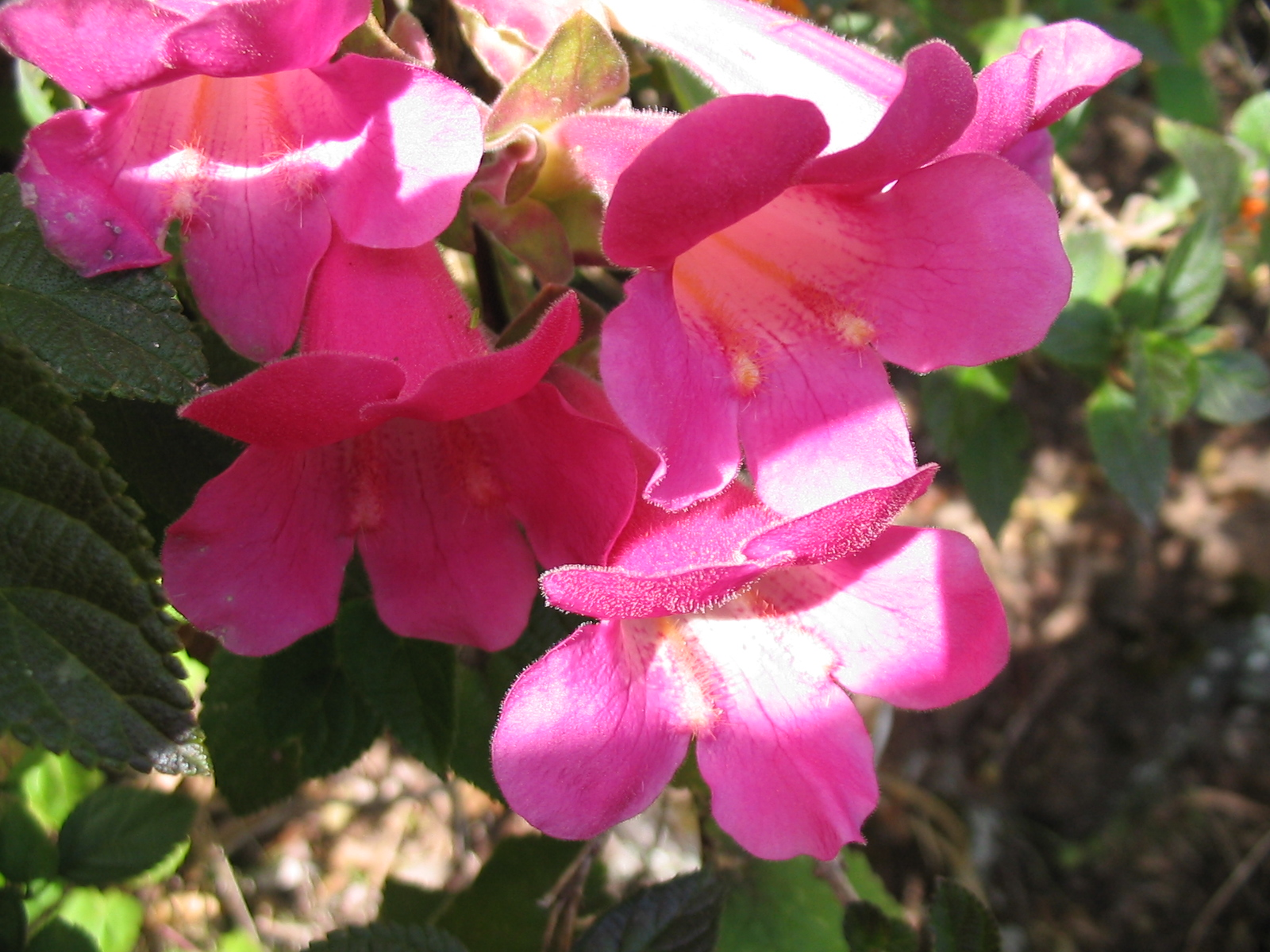
Lophospermum erubescens
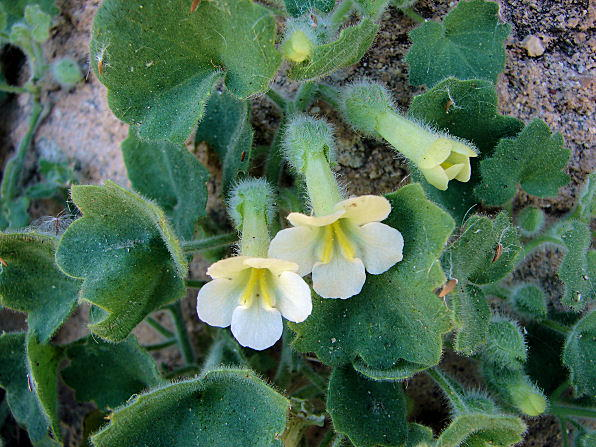
Mabrya acerifolia
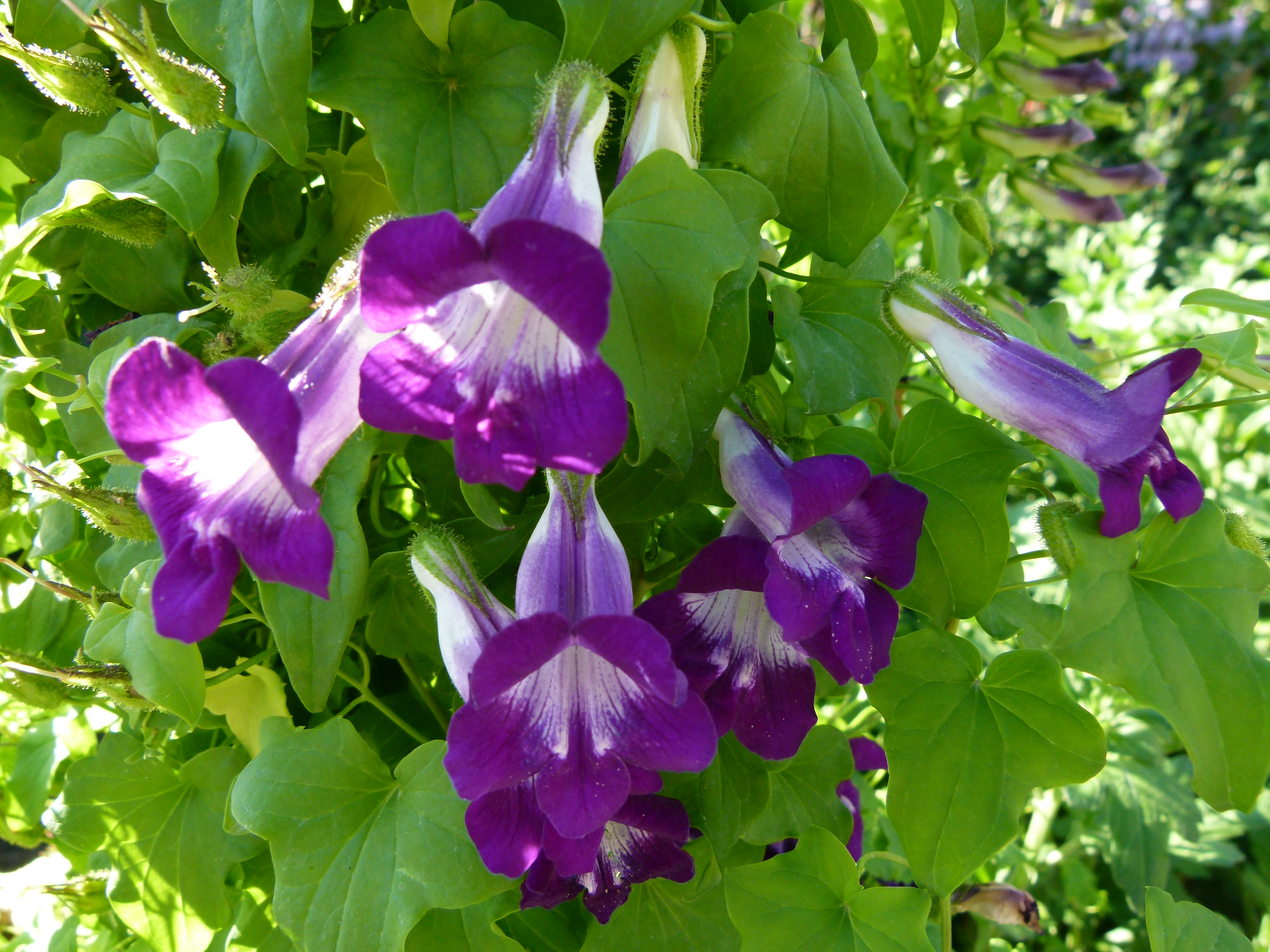
Maurandya barclayana
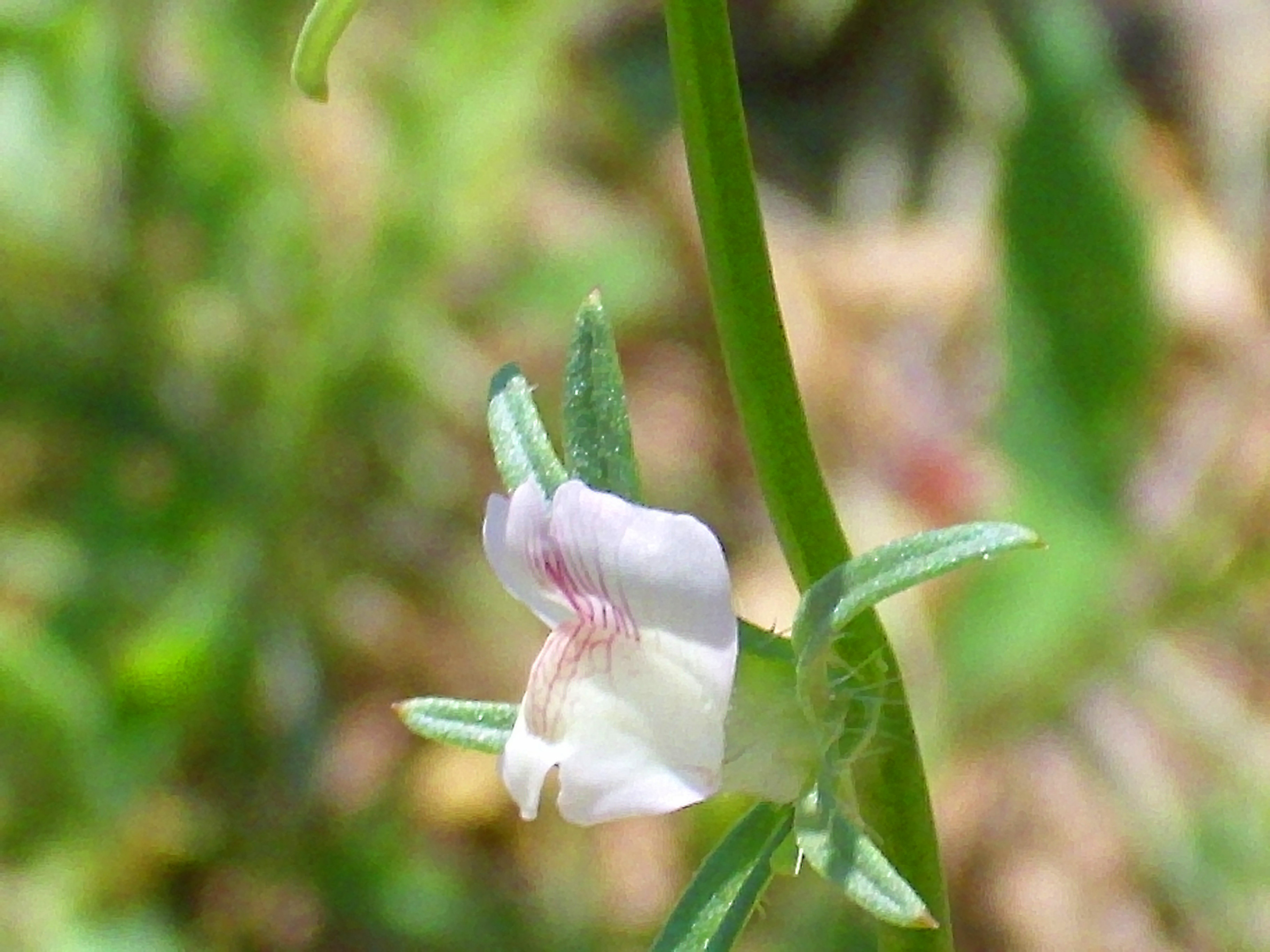
Misopates calycinum
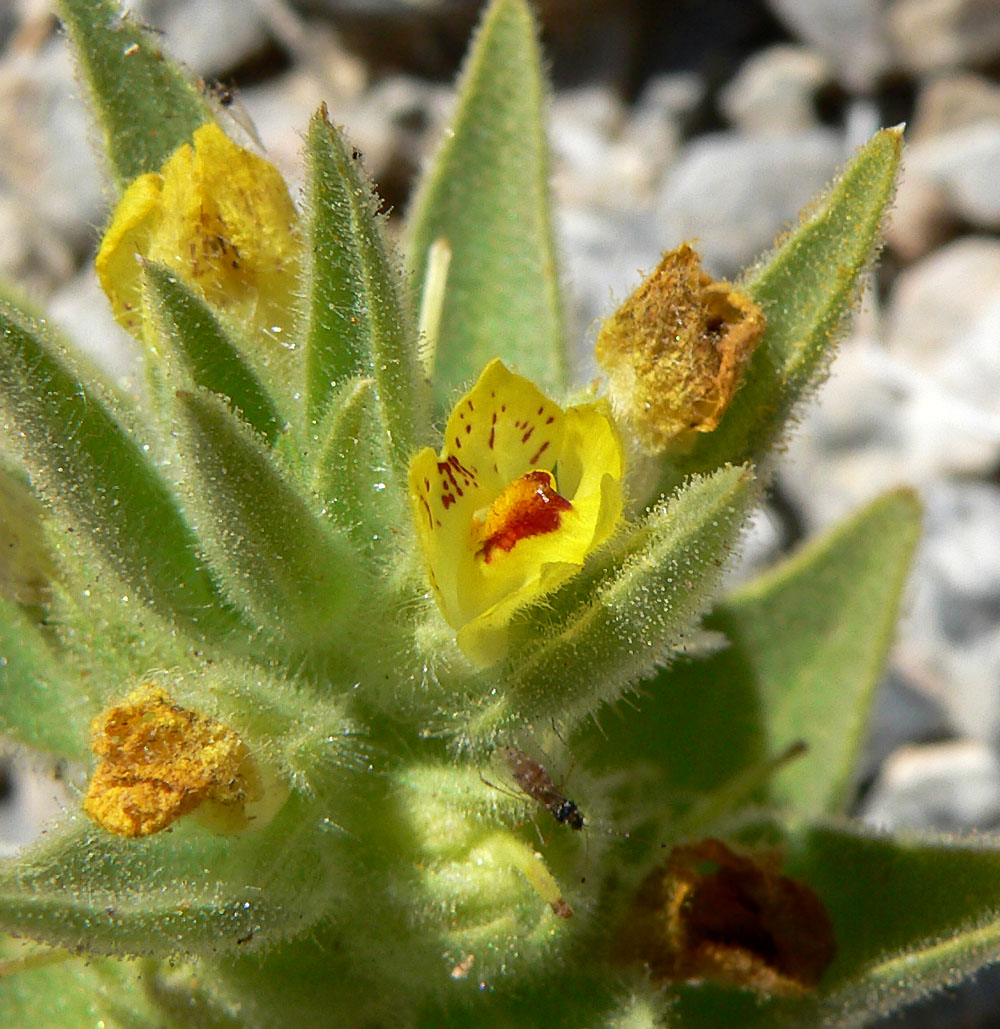
Mohavea breviflora
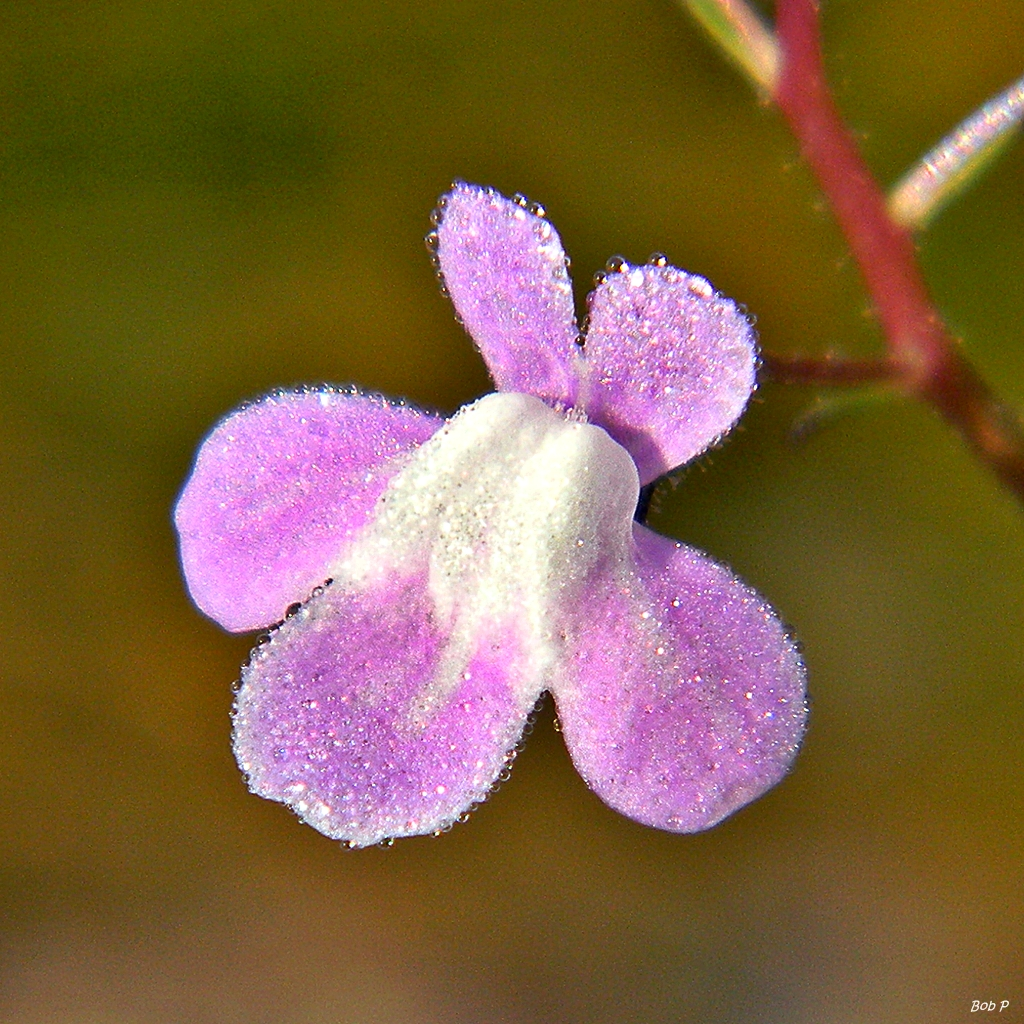
Nuttallanthus floridanus